# American Journal of Physics
Der American Journal of Physics (nach ISO 4 abgekürzt Am. J. Phys.) ist eine monatlich erscheinende Zeitschrift der American Association of Physics Teachers und des American Institute of Physics. Sie hat Peer-Review und veröffentlicht überwiegend Artikel zur Physikdidaktik. Es werden aber auch historische und kulturelle Aspekte der Physik behandelt.
In einer regelmäßigen Rubrik werden Resource Letters zu verschiedenen physikalischen Themen veröffentlicht.
Die Zeitschrift erschien zunächst ab 1933 als American Physics Teacher (der vierteljährlich und später alle zwei Monate erschien). Ihren heutigen Namen hat die Zeitschrift seit 1940.
Die ISSN ist 0002-9505.